# ID (альбом)
ID — двенадцатый альбом польской певицы Анны Марии Йопек, выпущенный в 2007 году. Диск записан на студии Питера Гэбриэла Real World, а окончательный мастеринг проходил на студии Эбби Роуд. 13 июня 2007 года альбом получил статус платинового.

## Список композиций
- Spróbuj mówić kocham — 5:54
- Teraz i tu — 4:47
- Zrób, co możesz — 5:54
- Claude — 1:22
- Skłamałabym — 4:09
- Soul dealer — 4:04
- To, co nienazwane — 6:21
- Samej cię nie zostawi — 4:49
- Cisza na skronie, na powieki słońce — 4:00
- Z wadą serca — 4:12
- Niepojęte i ulotne — 6:13
- Nagle — 4:51
- Pierwszy dzień reszty naszego życia — 4:08